# Marapi
Pour les articles homonymes, voir Merapi (homonymie).
Le Marapi est un volcan complexe d'Indonésie situé dans la province de Sumatra occidental, sur l'île de Sumatra dont il est considéré comme le volcan le plus actif.

## Toponymie
Le mot Marapi est un nom minangkabau, de même origine et de même sens que le mot javanais Merapi. Les deux termes signifient « montagne de feu ».

## Géographie
Culminant à 2 891 mètres d'altitude, le Marapi est situé dans l'Ouest de Sumatra. Ses alentours sont densément peuplés avec de nombreux villages ainsi que les villes de Bukittinggi au nord-ouest, Padang Panjang au sud-ouest et Batusangkar au sud-est. Il est entouré d'autres volcans comme le Singgalang (en) à l'ouest, le Tandikat au sud-ouest, le Sago à l'ouest-nord-ouest ainsi que les caldeiras du lac Maninjau à l'ouest et du lac Singkarak au sud-sud-est.

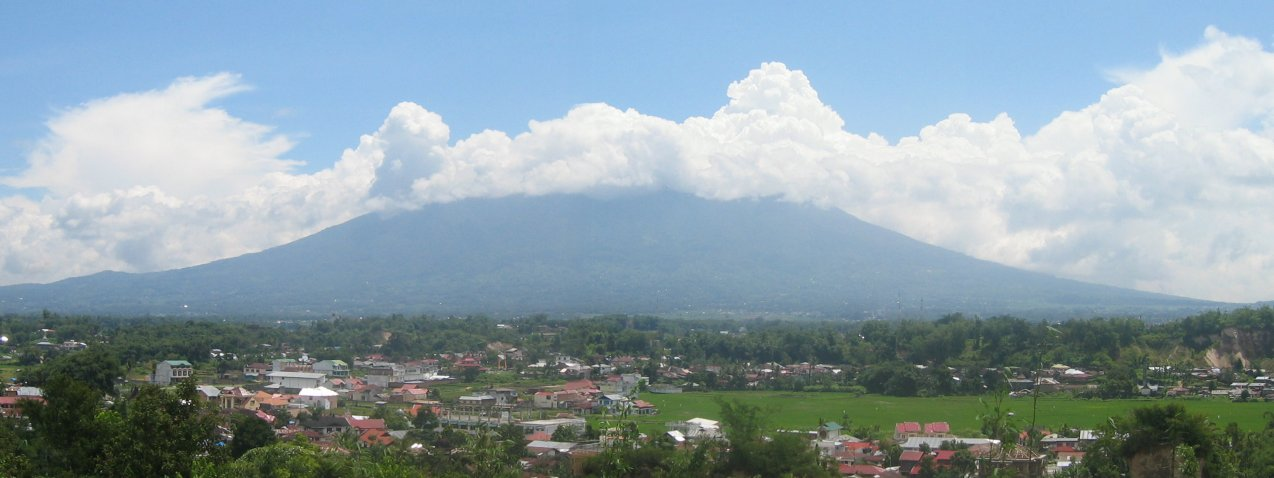
Le Marapi en 2005.

## Histoire
Le 3 décembre 2023, l'éruption du volcan (en) fait vingt-trois morts et quarante-neuf blessés parmi les soixante-quinze randonneurs présents sur le volcan au même moment,,. Les victimes souffrent notamment de graves brûlures après avoir été prises dans le panache volcanique émis depuis le cratère et qui s'est élevé à trois kilomètres de hauteur au-dessus du volcan, soit environ six kilomètres d'altitude, compliquant les recherches et les interventions de secours en hélicoptère,,.
Le 11 mai 2024, au moins 67 personnes sont tuées par des lahars provoqués par de fortes pluies,.